# آگوستو مارکاچی
آگوستو مارکاچی (ایتالیایی: Augusto Marcacci؛ ‏ ۴ ژوئن ۱۸۹۲ – ۷ دسامبر ۱۹۶۹) بازیگر، صداپیشه اهل ایتالیا بود.
از فیلم‌هایی که وی در آن نقش داشته‌است، می‌توان به جوزپه وردی، داستان عشق، ورای عشق، نخستین عشق، نغمه‌های جاویدان و زنجیرهای ناپیدا اشاره کرد.